# Une petite zone de turbulences
Pour plus de détails, voir Fiche technique et Distribution.
Une petite zone de turbulences  est un film français réalisé par Alfred Lot, sorti en 2010.

## Synopsis
Jean-Paul Muret (Michel Blanc), qui vient de prendre sa retraite, est hypocondriaque. Son épouse, Anne (Miou-Miou), le trompe avec un de ses anciens collègues de bureau. Sa fille, Cathie (Mélanie Doutey), divorcée et maman d'un petit garçon âgé de cinq ans, vit avec Philippe Faure (Gilles Lellouche), un jeune homme surnommé « Bac moins six » par Mathieu (Cyril Descours), le frère homosexuel de Cathie. 
Lorsque Jean-Paul constate l'existence d'une tache sur sa hanche, apprend le second mariage de sa fille avec Philippe et découvre que sa femme le trompe, la famille connaît une vraie zone de turbulences,.

## Fiche technique
- Titre : Une petite zone de turbulences
- Réalisation : Alfred Lot
- Scénario : Michel Blanc et Alfred Lot, d'après Une situation légèrement délicate (en) de Mark Haddon
- Production : François Kraus et Denis Pineau-Valencienne (Les Films Du Kiosque)
- Musique : Nathaniel Mechaly
- Chansons : Leni Escudero et Kurt Weill
- Images : Pierre Aïm
- Montage : Luc Barnier
- Décors : Louise Marzaroli
- Costumes : Valérie D'Alincourt
- Pays d'origine :  France
- Format : couleur
- Son : Dolby
- Genre : comédie
- Durée : 108 minutes
- Date de sortie : 13 janvier 2010 ( France)

## Distribution
- Michel Blanc : Jean-Paul Muret
- Miou-Miou : Anne Muret
- Mélanie Doutey : Cathie Muret
- Gilles Lellouche : Philippe Faure
- Cyril Descours : Mathieu Muret
- Wladimir Yordanoff : David Barnier
- Yannick Renier : Olivier
- Kamel Laadaili : L'employé de Philippe
- Éric Caravaca : Fabien
- Jolhan Martin : Hugo
- Nathalie Richard : La psy
- Marie-Christine Orry : Tante Lucie
- Dominique Parent : Oncle Alain
- David Seigneur : Titof
- Céline Cuignet : Sophie
- Rosette : Martine
- Olivier Pajot : Denis
- Jean-Yves Chatelais : Docteur Bargouthian
- Sylvain Sanchez : Le prêtre
- Pierre Trapet : Le clochard
- Élisabeth Commelin : La voisine
- Emma-Lou Lev : La réceptionniste
- Sophie Cattani : L'infirmière
- Patrice Morel : traiteur
- Christian Lecavelle : plombier
- Hélène Laporte : ajointe au maire
- Claude Cressend : officier d'État-civil
- Lassana Lestin : employé velum
- Lauriane Riquet : Sarah, la fille de Lucie et Alain
- Luna Lot : enfant spectacle école
- Aladin Lot : enfant spectacle école
- Djamel Bride : employé Philippe
- Santiago Hege : employé Philippe
- Stéphane Vacheron : employé Philippe
- Chris Rodrigues Volet : employé Philippe

## Production

### Lieux de tournage
Île-de-France :
- Paris : place du Dr. Félix Lobligeois (Batignolles)
- Essonne : Verrières-le-Buisson (dont le hameau Amblainvilliers), Corbreuse,
- Hauts-de-Seine : Antony,
- Seine-et-Marne : Villeneuve-le-Comte,
- Val-de-Marne : Vincennes,
- Yvelines : Versailles (gare de Versailles-Chantiers notamment), Sainte-Mesme.

## Musique
Sauf indication contraire ou complémentaire, les informations mentionnées dans cette section proviennent du générique de fin de l'œuvre audiovisuelle présentée ici.
- Nés sous la même étoile - IAM
- Theme from the Persuaders - John Barry & Ken Thorne
- Come Home - Craig Walker
- Je te tiens par la barbichette
- L'Amour est enfant de bohême - Carmen - Georges Bizet
- Fugue n°2 - le Clavier bien tempéré - Bach
- Quatuor n°66 en sol majeur op. 77 n°1 - Menuetto Presto - Joseph Haydn

## Autour du film
Sauf indication contraire ou complémentaire, les informations mentionnées dans cette section proviennent du générique de fin de l'œuvre audiovisuelle présentée ici.
- Mélanie Doutey et Gilles Lellouche incarnent des futurs mariés dans ce film, mais étaient également en couple à la ville au moment du tournage.
- Le film que Michel Blanc regarde avec son petit-fils est Kirikou et les Bêtes sauvages.